# Augustoritum
Augustoritum è il nome latino della capitale del popolo gallico dei Lemovici, da cui deriva il nome moderno di Limoges.

## Storia
Augustoritum è stata fondata ai tempi dell'Alto Impero romano intorno al 10 a.C.. L'imperatore Augusto decise infatti di fondare una nuova capitale dei Lemovici come parte della riorganizzazione delle città e delle province galliche dell'Impero Romano. Il nome Augustoritum deriva dai termini Augusto- (in omaggio all'imperatore Augusto, suo fondatore), e -rito, "guado" in lingua gallica. Questa città sembra essere stata uno degli agglomerati più importanti della Gallia romana.
Il sito scelto per la costruzione della nuova città è un vasto versante collinare in leggera pendenza che domina la Vienne, orientato a sud-est e quindi poco esposto al gelo invernale, all'incrocio tra la strada che collega il Mediterraneo ad Armorica e la via Agrippa, che collega Lugdunum (Lione) a Mediolanum Santonum (Saintes). In questo punto il fiume presenta un guado che ne facilita l'attraversamento. La città appare sulla Tabula Peutingeriana.
Le invasioni barbariche portarono al declino della città gallo-romana. Un quartiere fu fortificato intorno alla cattedrale paleocristiana, dando vita gradualmente alla città di Limoges.

## Una città gallica e romana
Due scoperte fanno luce sulla romanizzazione della società Lemovice legata alla fondazione di Augustoritum.
- La prima è un'iscrizione incisa sulla pietra di una fontana. Il testo mescola elementi gallici e romani: Postumus, figlio di Dumnorix e vergobret, ha donato l'acquedotto di Martia in onore (del dio) Grannus Decemnoctiacis.[2]

- Il secondo è un santuario celtico, simile a quelli di Ribemont-sur-Ancre o Gournay-sur-Aronde, posto lungo il cardo maximus della città. Dopo essere stato in funzione per diversi anni, fu raso al suolo e sostituito da una casa profana.[3]

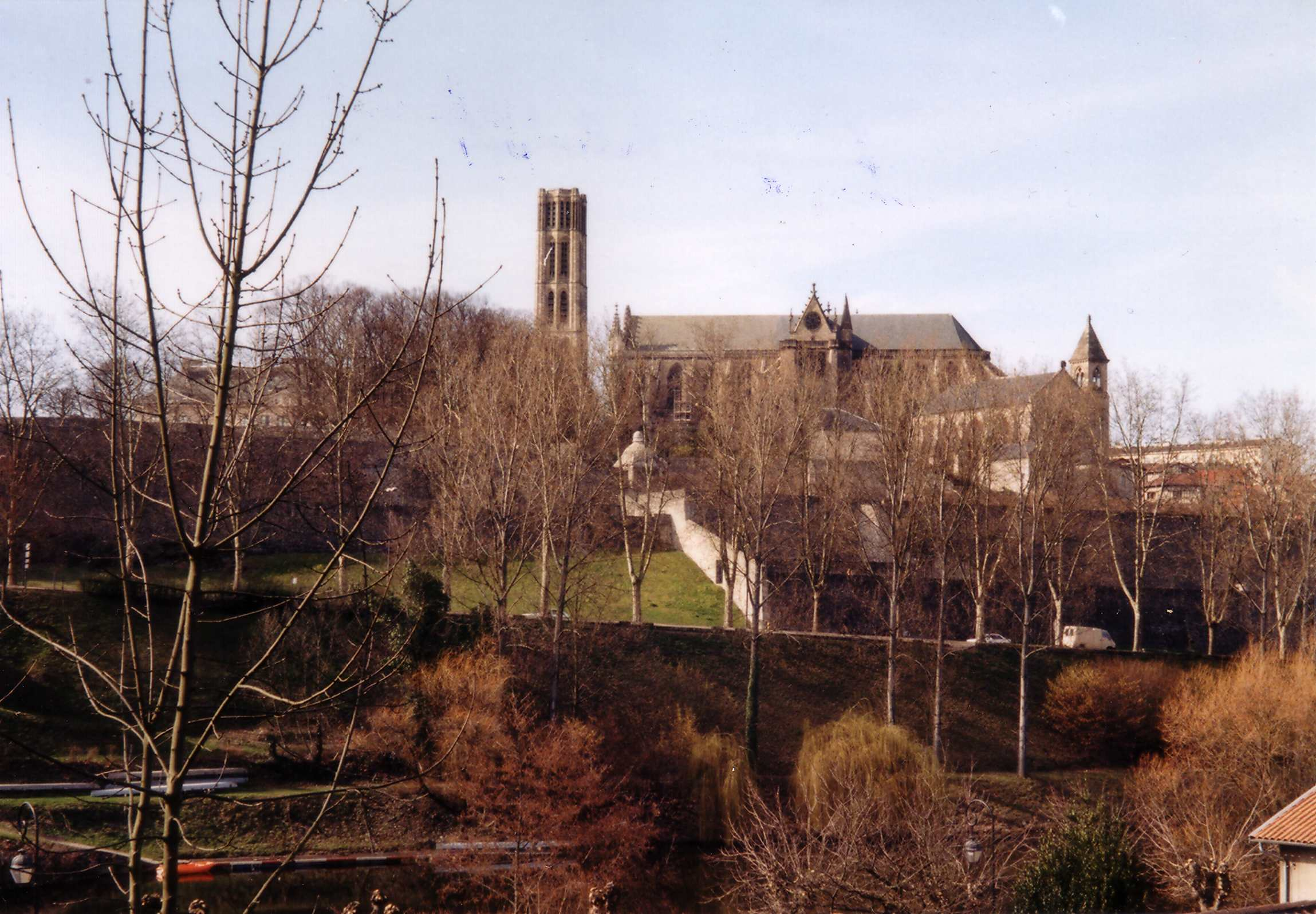
La cattedrale di Limoges e il giardino de l'Évêché, sito storico di Augustoritum: un vasto versante soleggiato, che domina la Vienne.

Tuttavia, sembra provato che l'attuale Limoges sia una città di origine romana e non gallica. La capitale della tribù dei Lemovici, che ha dato il nome alla città, si trovava a una ventina di chilometri a est di Limoges, a Villejoubert. Organizzato come un vasto oppidum, il sito si trovava alla confluenza della Vienne e della Maulde.

## Monumenti
La città si sviluppava su una rete di strade parallele con orientazione sud-est/nord-ovest, che incrociavano ad angolo retto un'altra rete di strade parallele con orientazione nord-est/sud-ovest. Si traccia così una griglia quasi perfetta, che determinava un piano urbanistico conforme alle abitudini dei romani. L'asse maggiore (cardo maximus), estendeva sul ponte sulla Vienne; era una strada larga 24 metri, pavimentata con lastre di granito (a differenza di altre strade della città), delimitata da colonnati; costeggiava il teatro e il foro e terminava nei pressi dell'anfiteatro; le più belle domus della città allineate lungo questa suggestiva strada.
La città romana era particolarmente ricca di monumenti.

### Anfiteatro
L'anfiteatro di Augustoritum, costruito con ogni probabilità entro la fine del I secolo, è ancora visibile. Si trovava un po' distante dalla città romana e aveva la forma di un ovale di 136 × 115 m. È, tra tutti i monumenti di Augustoritum, quello che ha lasciato più ricordi tra la popolazione, poiché sopravvisse in parte fino al 1718 prima di essere sepolto sotto la promenade dell'Intendente d'Orsay (attuale Jardin d'Orsay).

### Terme
Le terme romane dei Jacobines, del II secolo, si trovavano presso l'attuale place des Jacobins. Riccamente decorate, erano tra le più imponenti della Gallia.

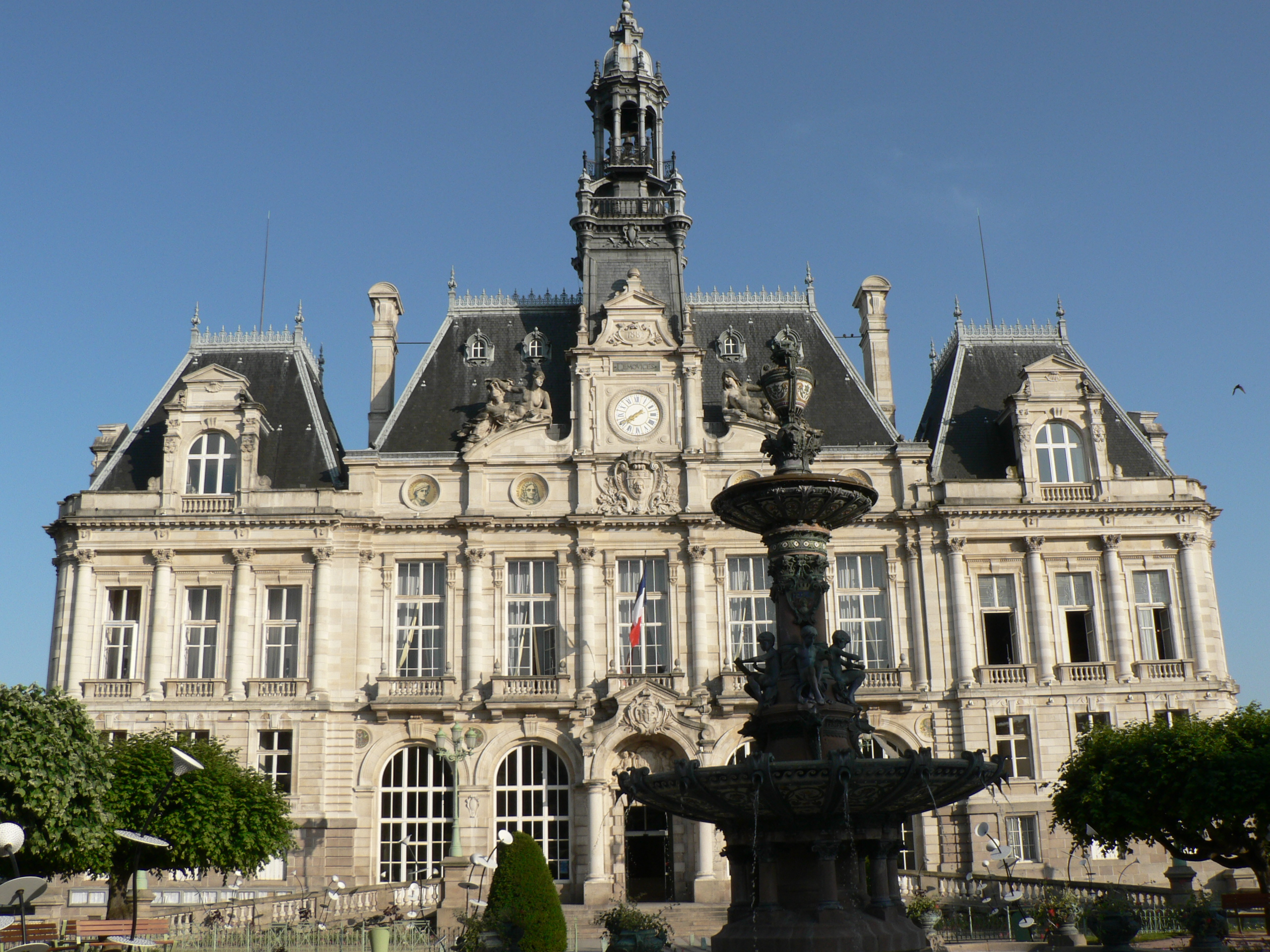
Il municipio, sul sito del foro romano.

Durante i lavori del museo de l'Évêché, gli scavi sono stati condotti dall'Institut national des recherches archéologiques préventives, in due tranche, una in primavera 2004, il secondo per l'inverno 2006 - 2007, portando alla luce resti di importanti molto diversi periodi (dal II al XVIII secolo). In particolare, abbiamo trovato un antico forno, antiche terme riscaldate da ipocausto e cantine medievali.

### Foro
Il foro di Augustoritum (100 m × 150 m) era situato dietro l'attuale municipio. Quest'ultimo è stato costruito anche riutilizzando le antiche mura come fondamenta.
Sotto il foro sorgeva una domus molto grande, una delle più grandi della Gallia, chiamata "casa delle monache di marzo" per via di un graffito riportato alla luce su una delle pareti.

### Tempio

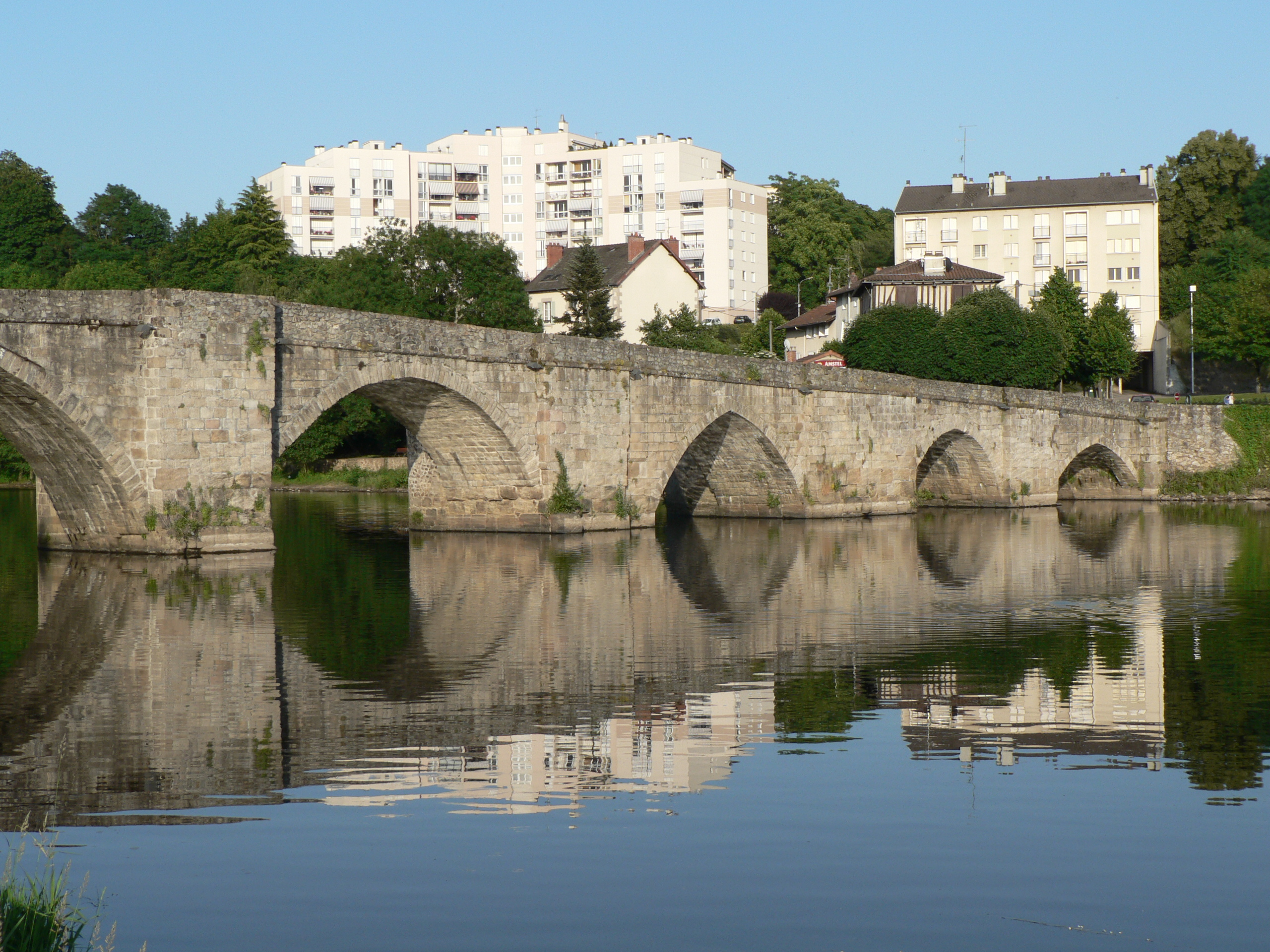
Il ponte Saint-Martial (XII secolo), costruito su resti romani.

Nessun tempio gallo-romano è stato identificato a Limoges. Secondo la tradizione, dove si trova l'attuale cattedrale, sarebbe stato eretto un tempio dedicato a Venere, Diana, Minerva e Giove. La leggenda di un tempio dedicato a Giove in un luogo chiamato Montjovis è priva di fondamento.

### Ponte
Il ponte Saint-Martial è stato costruito nel XII secolo sulle fondamenta di un antico ponte distrutto poco prima.

## Resti
I resti dell'anfiteatro, portati alla luce negli anni '60, restarono visibili per alcuni anni, prima di essere nuovamente seppelliti. Quelli del teatro, recentemente rintracciati sulle rive della Vienne, quai Saint-Martial e place Sainte-Félicité, sono scomparsi. Quelle delle terme dei Jacobines furono quasi interamente distrutte durante lo scavo di un parcheggio.
Un mosaico rinvenuto vicino al foro, sotto la Bibliothèque Francophone Multimédia, è stato invece reinstallato al pian terreno e rimane visibile negli spazi pubblici (ingresso gratuito). È costituito da due tappeti con decoro geometrico, di cui uno adornato con un soggetto che probabilmente rappresenta una leonessa. Un altro piccolo mosaico è esposto all'ingresso della vicina Facoltà di Giurisprudenza. Queste due opere sono gli unici resti visibili sul sito di un'enorme area archeologica che ha portato alla luce un quartiere gallo-romano molto interessante. È stato distrutto per costruire la mediateca e la facoltà di diritto. Vari elementi, così come mobili e modelli di monumenti e della città antica, sono presentati nel nuovo Museo di Belle Arti, nel museo de l'Evêché.
Infine, pochissimi resti gallo-romani sono ancora visibili a Limoges, tra cui la villa di Brachaud e resti situati sotto il liceo Renoir: c'è una grande sproporzione tra ciò che è stato scoperto e ciò che è stato conservato. Il progetto di ricostituzione di una domus, nota con il nome di "domus dell'opus sectile" per via di un elemento nelle sue decorazioni, è stato abbandonato. Contrariamente alle politiche attuate a Périgueux, Poitiers o Saintes, Limoges non sembra aver visto nella conservazione dei resti antichi un fattore di sviluppo economico e turistico.
La distruzione dei quartieri e degli edifici scoperti a Limoges dalla metà degli anni '60 costituisce quindi una perdita irreversibile per lo studio della civiltà gallo-romana.